# 今夜玩到趴
《今夜玩到趴》（英語：The Night Before）是一部於2015年上映的美國聖誕喜劇片，為喬納森·萊文執導並與伊凡·戈博、Kyle Hunter和Ariel Shaffir共同編劇。由喬瑟夫·高登-李維、塞斯·羅根和安東尼·麥基主演。正式拍攝於2014年8月11日在紐約市進行，哥倫比亞影業定於2015年11月20日在美國上映。

## 劇情
故事敘述三位死黨每年都在聖誕節前一夜相聚，然而今年一切發生了改變，這或許將是他們最後一次共度聖誕。三人於是開始了一場聖誕派對馬拉松...。

## 演員
- 喬瑟夫·高登-李維飾演Ethan Miller
- 塞斯·羅根飾演Isaac Greenberg[6]
- 安東尼·麥基飾演Chris Roberts
- 麗茲·凱普蘭飾演Diana
- 吉莉安·貝爾飾演Betsy
- 麥可·夏儂[7]飾演Mr. Green
- 敏迪·卡靈[7]飾演Sarah
- 洛林·圖森[8]飾演Mrs. Roberts
- 傑森·曼薩凱斯[9]飾演聖誕壞公公#1
- 傑森·瓊斯[9]飾演聖誕壞公公#2
- 伊拉娜·格雷澤[10]飾演Rebecca
- 南森·菲爾德[7]飾演Joshua
- 詹姆斯·法蘭科飾演James
- 崔西·摩根飾演旁白／聖誕老人
- 麥莉·希拉飾演她自己
- 藍道爾·朴飾演Ethan's boss
- 海倫·約克飾演Cindy
- 艾倫·希爾飾演Tommy Owens

## 反響
爛番茄67%，Metacritic得分57，評價好壞兩極。
北美首週末票房收入為990萬美元，比預期的1200萬至1300萬美元低，並在當週排名第四；排在《飢餓遊戲：自由幻夢 終結戰》（102.7億美元）、《007：惡魔四伏》（1500萬美元）和《史努比 The Peanuts Movie》（1320萬美元）之後。

## 外部連結
- The Night Before（页面存档备份，存于） at ComingSoon.net
- 互联网电影数据库（IMDb）上《今夜玩到趴》的资料（英文）
- Box Office Mojo上《今夜玩到趴》的資料（英文）
- 豆瓣电影上《今夜玩到趴》的資料 （简体中文）
- 爛番茄上《今夜玩到趴》的資料（英文）
- Metacritic上《今夜玩到趴》的資料（英文）